# A Dirty Tomorrow Part 2
A Dirty Tomorrow Part 2 ist das dritte Mixtape des US-amerikanischen Rappers Young Dirty Bastard. Es wurde am 6. Juli 2015 veröffentlicht und ist die Fortsetzung zu A Dirty Tomorrow (The Legacy Lives On). Präsentiert wird das Mixtape von DJ J-Boogie und Jackie4Beats. Anders als bei dem Vorgängermixtape verzichtet YDB hier komplett auf Features.

## Cover
In der Mitte des Covers ist Young Dirty Bastard, unter Flammen stehend, zu sehen. Er trägt ein T-Shirt mit dem Logo des Wu-Tang-Clans, auf dessen Mitte steht C.R.E.A.M, dies ist der Titel für einen der erfolgreichsten und bekanntesten Lieder des Wu-Tang-Clans. Auf dem linken oberen ist noch einmal das Logo des Wu-Tang-Clans sichtbar. Der Hintergrund ist einem dunkelroten Farbton gehalten, zu sehen ist außerdem ein Drache und eine Pagode.

## Titelliste
| #  | Titel           | Länge |
| -- | --------------- | ----- |
| 1. | Tru             | 3:00  |
| 2. | Kill            | 2:22  |
| 3. | Hot             | 5:24  |
| 4. | May Day         | 3:18  |
| 5. | Young Dirty     | 3:50  |
| 6. | Zodiac          | 3:22  |
| 7. | Dead Presidents | 3:40  |
| 8. | Real Boss       | 3:40  |